# Rzeźby w Katowickim Parku Leśnym
Rzeźby w Katowickim Parku Leśnym – zespół rzeźb plenerowych znajdujących się na obszarze Katowickiego Parku Leśnego w Katowicach-Muchowcu.
23 rzeźby zostały uznane za dobra kultury współczesnej i podlegają ochronie. Część prac stworzył Mirosław Kiciński.

## Wykaz rzeźb
| Zdjęcie                                                       | Nazwa rzeźby                               | Czas powstania    | Autor               | Uwagi                                                                           |
| ------------------------------------------------------------- | ------------------------------------------ | ----------------- | ------------------- | ------------------------------------------------------------------------------- |
|                                                               | Karolinka                                  |                   |                     |                                                                                 |
|                                                               | Posąg kobiety                              |                   |                     |                                                                                 |
|                                                               | Metaloplastyka                             |                   |                     |                                                                                 |
|                                                               | Szum wiatru                                |                   | Gerard Grzywaczyk   |                                                                                 |
|                                                               | Postać kobiety                             |                   |                     |                                                                                 |
|                                                               | Grajek                                     |                   |                     |                                                                                 |
|                                                               | Matka z dzieckiemlub Kobieta z dzieckiem   | lata 70. XX wieku |                     | poddana renowacji w 2020 roku, odtworzona i przywrócona na miejsce w tymże roku |
|                                                               | Dziecko                                    |                   |                     |                                                                                 |
| Rzeźba konika morskiego w Katowickim Parku Leśnym na Muchowcu | Konik morski                               |                   |                     |                                                                                 |
|                                                               | Rzeźba I                                   |                   |                     |                                                                                 |
|                                                               | Śniadanie na trawielub Spotkanie na trawie | lata 70. XX wieku | Andrzej Szczepaniec | rzeźba inspirowana obrazem Śniadanie na trawie; poddana renowacji w 2020 roku   |
|                                                               | Para w tańcu                               |                   |                     |                                                                                 |
|                                                               | Wiolonczelistka                            |                   |                     |                                                                                 |
|                                                               | Ptak-pelikan                               |                   |                     |                                                                                 |
|                                                               | Rzeźba II                                  |                   |                     |                                                                                 |
|                                                               | Żubr                                       |                   |                     |                                                                                 |
|                                                               | Sarenka I                                  |                   |                     |                                                                                 |
|                                                               | Sarenka II                                 |                   |                     |                                                                                 |
|                                                               | Baranek                                    |                   |                     |                                                                                 |
|                                                               | Ptak                                       |                   |                     |                                                                                 |
|                                                               | Płaskorzeźba I                             |                   |                     |                                                                                 |
|                                                               | Płaskorzeźba II                            |                   |                     |                                                                                 |
|                                                               | Płaskorzeźba III                           |                   |                     |                                                                                 |
|                                                               | płaskorzeźby z Pałacu Ślubów w Katowicach  |                   |                     | przedstawiają znaki zodiaku, gwiazdy oraz ptaki                                 |